# 아프리키야 항공
아프리키야 항공(영어: Afriqiyah Airways, 아랍어: الخطوط الجوية الأفريقية)은 리비아의 항공사이다. 수도 트리폴리에 본사가 있으며 중심(허브)공항인 트리폴리 국제공항을 통해 아프리카, 유럽, 아시아와 중동에 취항하고 있다. '아프리키야'라는 이름은 아랍어로 아프리카를 뜻한다. 현재 항공 연합은 가입하지 않았다. 아프리키야 항공은 국제 항공 운송 협회에 가입했다.

## 개요

### 국영 항공
2001년 리비아 정부가 100% 주주인 국유 기업으로 설립했다. 아랍 항공기구(영어: Arab Air Carriers Organization)의 일원으로 현재 리비아 국내선과 유럽, 아프리카 각지에 정기 노선을 운항하고 있다.

### 낮은 서비스 평가
유럽의 에어버스의 최신 기종으로 많이 운항하고 있으며, 근거리 국제선의 에어버스 A320 항공기의 이코노미 클래스에 개인용 TV가 장착되는 등 하드웨어 측면은 충실하고 있지만, 그 서비스에 대해 평가는 낮고, 영국 항공 조사 기관 스카이트랙스에 평가는 최저 등급인 1등급으로 평가받고 있다.

## 운항 노선
- 2011년 11월 현재 아프리키야 항공은 아프리카, 아시아 그리고 유럽의 여러 도시들로 취항하고 있다.

## 보유 기종
- 2011년 11월 기준으로 아프리키야 항공은 다음과 같은 기종을 보유하고 있으며 평균 기령은 2.9년이다.[1]

## 사건 및 사고
- 2010년 5월 12일 아프리키야 항공 711편 여객기가 남아프리카 공화국의 요하네스버그 국제공항을 출발하여 리비아 트리폴리 공항에 착륙하던 중 일어난 사고이며, 본래 항공기는 런던 개트윅 공항으로 가던 중이였다. 이 사고로 네덜란드의 소년 1명을 제외한 모든 탑승객이 생명을 잃었다.